# Luv und Lee

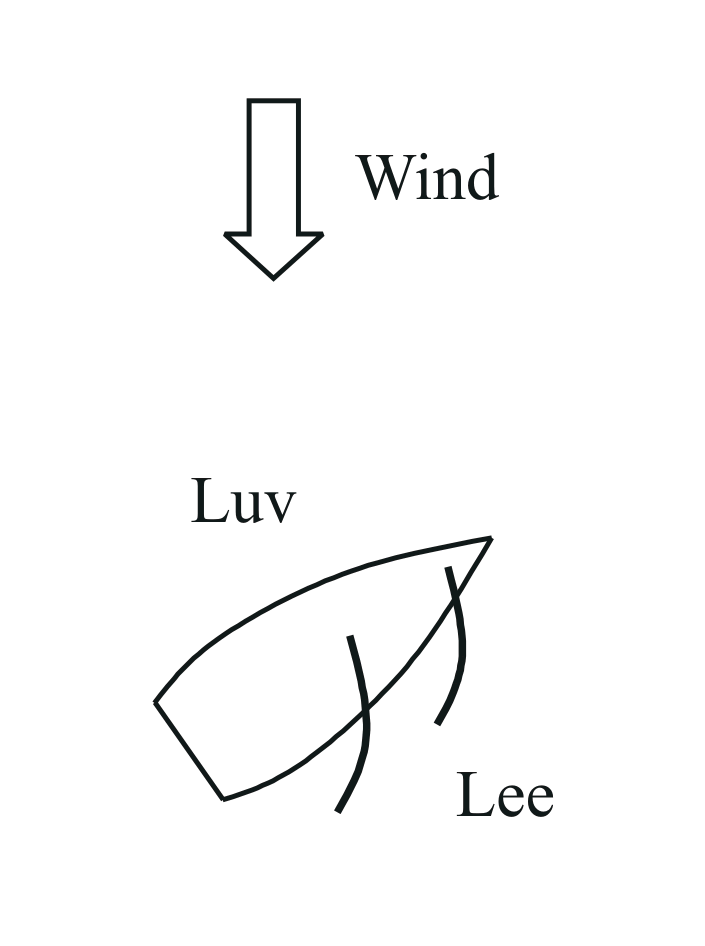
Luv- und Leeseite eines Segelbootes

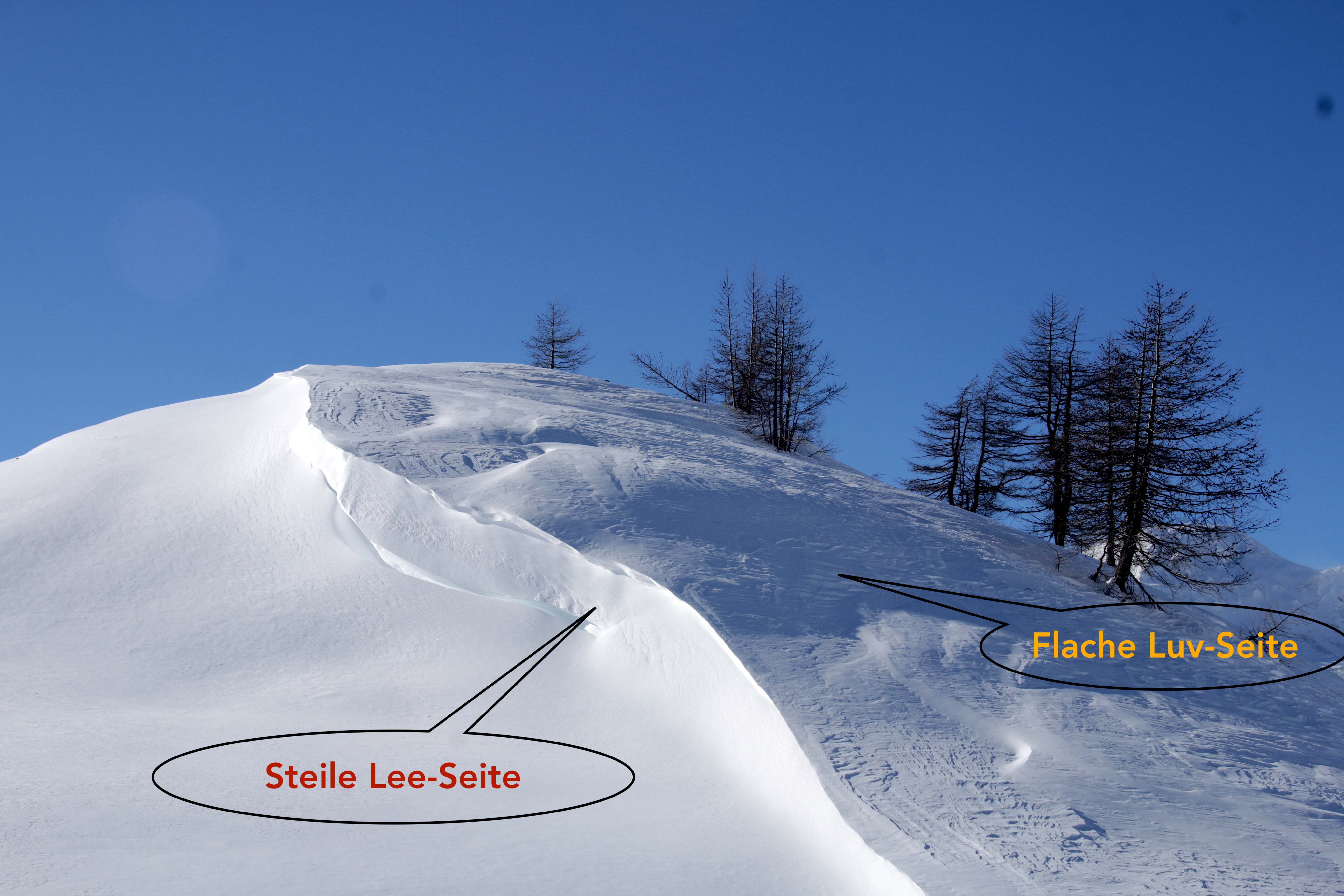
Luv- und Lee-Seite einer Schneeverwehung

Luv [lu:f] und Lee [le:] benennen die Seiten eines Objekts in Bezug zum Wind. Dabei ist Luv die dem Wind zugewandte und Lee die vom Wind abgewandte Seite. Die Begriffe stammen aus der Seemannssprache.
Die Begriffe Luv und Lee setzten sich seit dem 17. Jahrhundert auch in anderen Gebieten durch, wie der Meteorologie oder der Geographie.

## Etymologie
Luv ist benannt nach einem gegen den Wind ausgesetzten flachen Hilfsruder, das bereits im Altnordischen lofi heißt. Im Althochdeutschen findet es sich noch in lappo für „flache Hand, Ruderblatt“. Zugleich besteht aber auch eine Verwandtschaft mit dem russischen Wort lopata für „Schaufel“ und dem hochdeutschen lavieren.
Lee steht im Niederdeutschen für einen Ort, an dem Windstille herrscht. Ursprünglich kommt das Wort vom altnordischen hle für „Schutz“. In die gleiche Wortfamilie gehört auch das hochdeutsche lau.

## Luv- bzw. Leestellung
Für die taktische Führung von Segelkriegsschiffen war der Begriff der Luvstellung bzw. Leestellung von besonderer Bedeutung, das heißt die relative Stellung eines Schiffes oder einer Flotte zur jeweils gegnerischen:
- Wenn Schiff B sich auf der Luvseite von Schiff A befindet, so hat es die Luvstellung und befindet sich dem Wind zugewandt. Schiff B kann nach Belieben manövrieren und das Gefecht erzwingen, da Schiff A gegen den Wind ankreuzen müsste, um den Abstand zwischen den Schiffen aus eigener Kraft zu verringern.
- Umgekehrt befindet sich Schiff A auf der Leeseite von B, es hat also die Leestellung. Aus dieser heraus kann A normalerweise kein Gefecht erzwingen, sich dafür aber besser vom anderen Schiff entfernen.

Eine Flotte versuchte in der Regel also stets, die Luvstellung gegenüber der feindlichen Flotte zu erlangen, um selbst freier manövrieren zu können. Eine unterlegene Flotte, die dem Kampf auszuweichen versuchte, musste meistens genau dies verhindern.
Außerdem spielt die Luv- oder Leestellung eine Rolle bei den Ausweichregeln zwischen Segelfahrzeugen.

## „Lee machen“ in der Seefahrt
In der Seefahrt wird die Tatsache, dass die See in Lee des Rumpfes merkbar ruhiger ist als in Luv, genutzt, beispielsweise wenn ein Lotse versetzt oder ein Boot ausgesetzt oder an Bord genommen werden muss. Das Manöver, bei dem das Schiff so zu Wind und See gedreht wird, dass es die See bestmöglich beruhigt, nennt man Lee machen.
Bei einer Rettungsinsel, die im Ernstfall (d. h. beim Sinken eines Schiffes) ins Wasser gelassen wird, öffnet sich automatisch ein sogenannter Treibanker, der verhindert, dass die Insel Richtung Lee wegtreibt und der Eingang im Lee gehalten wird, was das Eindringen von Wasser vermeiden soll.
Auch Schiffe, die Wasserflugzeuge an Bord haben, die im Wasser landen müssen (Flugzeugmutterschiffe), erleichtern deren Landung, indem sie erst gegen den Wind fahren und dann eine 90° Kurve steuern. Dies ermöglicht dem Wasserflugzeug, gegen den Wind zu landen und das ruhige, sichelförmige Kielwasser des Schiffes zu nutzen.

## Luv und Lee in der Luftfahrt
In der Luftfahrt werden die Begriffe Luv und Lee für die dem Wind zugekehrte bzw. abgewandte Seite eines Hindernisses oder Flugzeuges benutzt.

## Luv und Lee in der Geographie

### Klimageographie

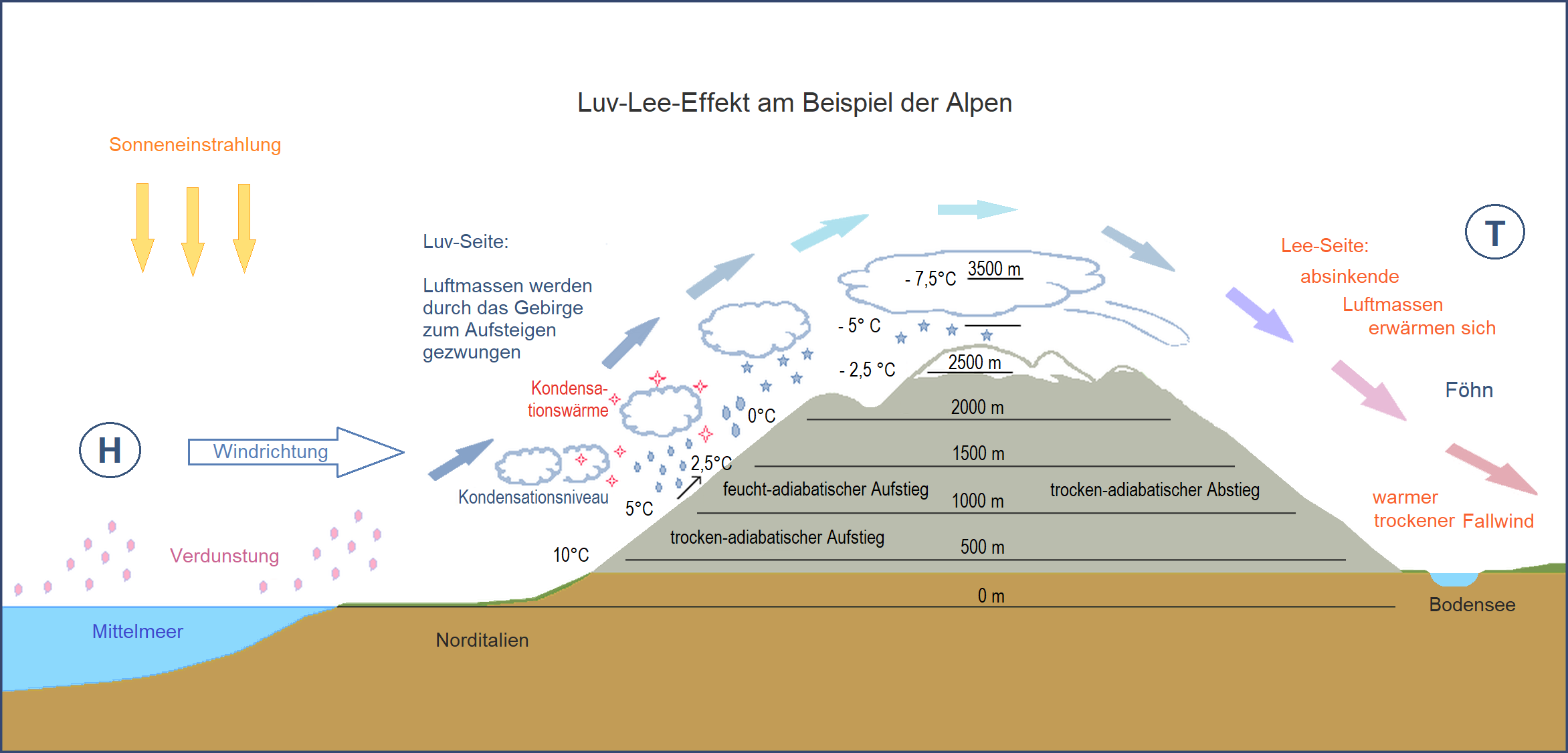
Luv-Lee-Effekt bei Südwind am Beispiel der Alpen (überhöhtes Profil)

In der Topografie und in der Landschaftsökologie bezeichnen Luv und Lee die der Hauptwindrichtung zugewandte bzw. abgewandte Seite eines Höhenzuges, eines Gebirges oder einer Wetterscheide. Auf der Luv-Seite, der windzugewandten Seite eines solchen topographischen Hindernisses werden die Luftmassen zum Aufsteigen gezwungen, die dabei abkühlen, so dass Steigungsregen fallen. Lee bezeichnet die windabgewandte Seite des Hindernisses, an der die Luftmassen wieder absinken und als Fallwinde zu Föhn werden, weshalb auf der Lee-Seite deutlich weniger Niederschläge fallen.

### Geomorphologie
Beispielsweise an Dünen erfolgt an der Luv-Seite durch den Wind eine Abtragung, während auf der Lee-Seite durch die Verringerung des horizontalen Bewegungsmoments der nach unten sinkenden Luftmassen die vom Wind transportierten Partikel herabfallen und sich als äolische Sedimente ablagern. So erklärt sich nicht nur die Verlagerung von Wanderdünen, sondern auch die Sedimentation der Lössablagerungen, die vorwiegend in Beckenlagen und an ostexponierten Hängen zu finden sind.

### Strömungslehre
Die Strömungslehre ist die Wissenschaft vom physikalischen Verhalten von Fluiden (Gase und Flüssigkeiten). Im Lee von umströmten Körpern entstehen Wirbel (oft 'Leewirbel' genannt). Sie spielen in der Meteorologie und in der Aerodynamik eine wichtige Rolle.
Unterschieden werden beidseitig umströmte Körper (z. B. Hochhäuser und Tragflächen, siehe auch Kármánsche Wirbelstraße) und einseitig umströmte Körper (z. B. einen Bahndamm).